# Rothmannia macrophylla
Espèce
Classification phylogénétique
Rothmannia macrophylla est une espèce d'arbuste de la famille des rubiacées de Malaisie

## Synonymes
- Randia macrophylla R.Br. ex Hook.f., Fl. Brit. India 3: 114. 1882.

## Description
- Arbuste ou petit arbre haut de huit mètres au maximum avec un tronc ne dépassant pas quatre centimètres de diamètre.
- Grandes fleurs en calice.

## Répartition
- Malaisie péninsulaire et Sumatra, dans les forêts primaires de dipterocarpaceées de basse altitude.
- Cultivée à des fins ornementales